# Julia Kent
Julia Kent (Vancouver, ...) è una violoncellista e compositrice canadese.
Vive e lavora a New York. Si è esibita come membro di Rasputina e con Antony and the Johnsons.

## Biografia
Julia Kent crea musica usando il violoncello con una loop station, i suoni concreti ed elettronica. Nel 2007, ha pubblicato il suo primo album da solista, Delay, su Important Records. 
Un EP intitolato Last Day in July fu distribuito nel 2010 e un secondo disco integrale, Green and Gray, nel 2011, su Tin Angel.

## Discografia

### Album Solista
- 2007 – Delay
- 2010 – Last Day in July
- 2011 – Green and Grey
- 2013 – Character
- 2015 – Asperities
- 2019 – Temporal

### Musiche per film
- 2012 – The Boxing Girls of Kabul – composer
- 2013 – A Short History of Decay – composer
- 2013 – Birthplace – composer
- 2014 – Oasis – composer

### Con Antony and the Johnsons
- 2005 – I Am a Bird Now – cello, string arrangement
- 2009 – The Crying Light – cello, string arrangement

### Con Rasputina
- 1996 – Thanks for the Ether – cello
- 1998 – How We Quit the Forest – cello, string arrangement